# Sogoboli (district)
 (juillet 2023).
Si vous disposez d'ouvrages ou d'articles de référence ou si vous connaissez des sites web de qualité traitant du thème abordé ici, merci de compléter l'article en donnant les références utiles à sa vérifiabilité et en les liant à la section « Notes et références ».
Sogoboli ou Sogoboly est l'un des districts de la sous-préfecture de Kolaboui, situé dans la préfecture de Boffa en république de Guinée.

## Géographie

### Démographie
- En 2014, le district comptait 2 162 habiants selon les RGPH 2014[2].

## Culture et patrimoine
Sogoboly a le tunnel de Dinah Salifou.